# 퓨릿
퓨릿 주식회사는 반도체 제조 공정에서 사용되는 신너(Thinner) 소재의 원재료를 공급하는 대한민국의 기업이다. 반도체에 사용되는 고순도의 EL을 양산할 수 있는 국내 유일한 업체이다.

## 연혁
2010년 '신디프테크놀러지'라는 이름으로 설립되었고 신디프로 상호가 변경되었으며 2019년 한국알콜산업이 지분 69.9%를 취득하면서 한국알콜그룹에 편입됐으며 2023년 2월 퓨릿으로 사명을 변경했다.

## 같이 보기
- 한국알콜그룹
- 레이크머티리얼즈
- 산식
- 솔브레인
- 한솔케미칼
- 동진쎄미켐